# Horst Morich
Horst Morich (* 22. Februar 1934 in Bad Lauterberg im Harz; † 25. Januar 2019) war ein deutscher Gewerkschafter.

## Beruf und Gewerkschaft
Morich erlernte den Beruf des Tischlers und legte die Gesellenprüfung ab. 1954 trat er der Gewerkschaft Holz bei, welche 1966 in Gewerkschaft Holz und Kunststoff (GHK) umbenannt wurde. Innerhalb der Gewerkschaft nahm er verschiedene Funktionen wahr, so war er auch Mitglied des Betriebsrats. Von 1959 bis 1963 war er hauptberuflicher Jugendsekretär des DGB in Lüneburg.
1963 wechselte Morich in die Zentrale der GHK nach Düsseldorf. Von 1973 bis 1977 war er Bezirksleiter der GHK in Schleswig-Holstein und Hamburg. 1977 wurde er zum stellvertretenden Vorsitzenden der Gewerkschaft gewählt. 1981 wurde er, als Nachfolger von Kurt Georgi, neuer Bundesvorsitzender der Gewerkschaft. In seiner Amtszeit konnte die Mitgliederzahl erhöht werden, außerdem wurde die 35-Stunden-Woche eingeführt und im Zuge der Wiedervereinigung wurden gesamtdeutsche Strukturen geschaffen. Daneben war er alternierender Vorsitzender der Holz-Berufsgenossenschaft. 1993 schied er aus dem Amt des GHK-Vorsitzenden aus.

## Politik
Morich war Mitglied der SPD. 1989 gehörte er der 9. Bundesversammlung an, welche Richard von Weizsäcker im Amt des Bundespräsidenten bestätigte.

## Ehrungen
1994 wurde Morich mit dem Bundesverdienstkreuz 1. Klasse ausgezeichnet.